# کوتوئورا، توتوری
کوتوئورا، توتوری (به لاتین: Kotoura, Tottori) یک منطقهٔ مسکونی در ژاپن است که در استان توتوری واقع شده‌است. کوتوئورا  ۱۷٬۲۱۹ نفر جمعیت دارد.